# شارب ماء (مقاطعة فارياب)
شارب ماء (بالفارسية: شارب ماء) هي قرية تقع في البلدة المركزية في إيران. يقدر عدد سكانها بـ 173 نسمة بحسب إحصاء 2016.